# Adolf von Hildebrand

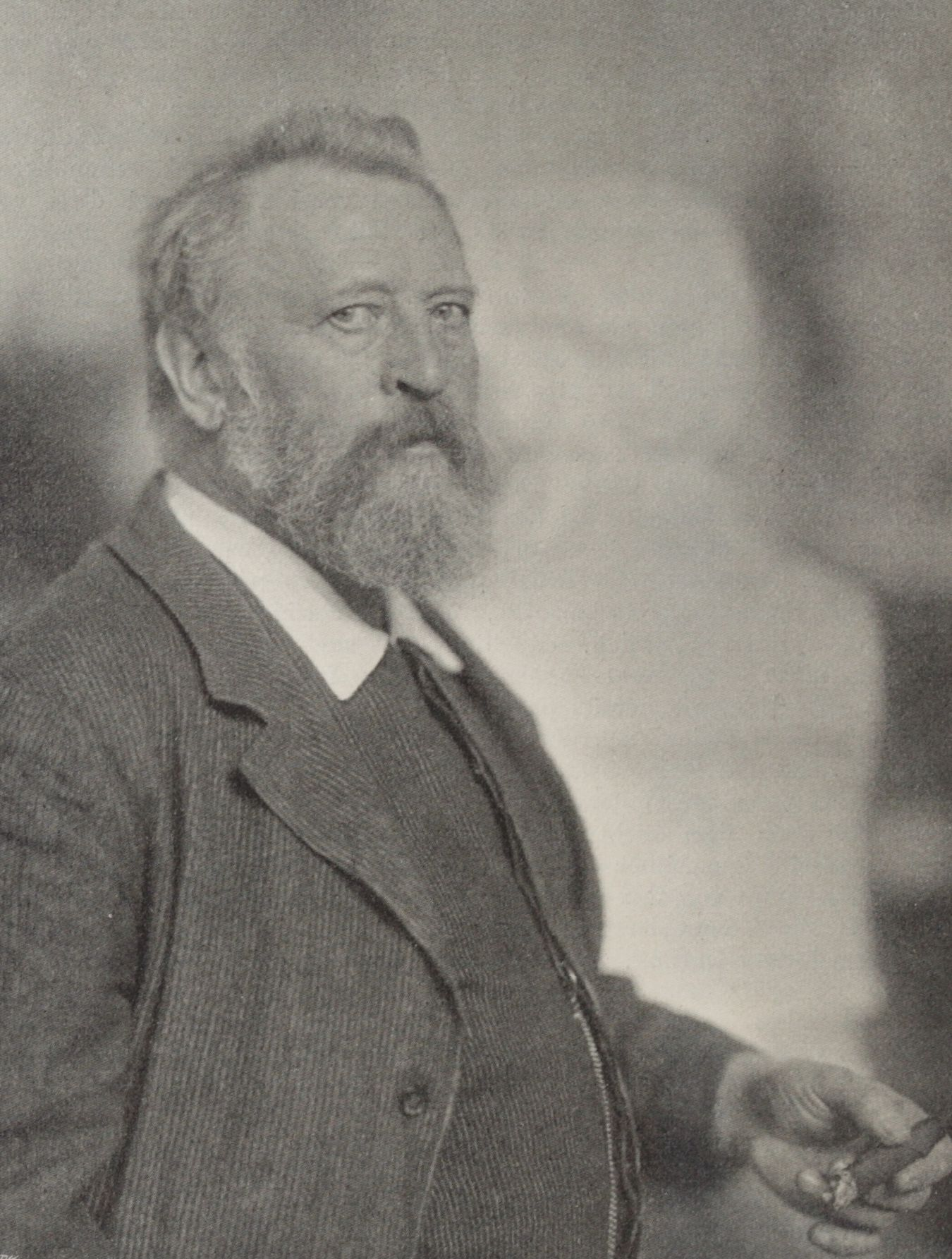
Adolf von Hildebrand, Foto von Nicola Perscheid

Adolf Hildebrand, ab 1903 Ritter von Hildebrand, (* 6. Oktober 1847 in Marburg; † 18. Januar 1921 in München) war einer der führenden deutschen Bildhauer seiner Zeit. Seine bekanntesten Werke sind das Luitpolddenkmal in München, das Bismarckdenkmal in Bremen, der Wittelsbacherbrunnen in München und der von Straßburg versetzte Vater-Rhein-Brunnen in München.

## Leben

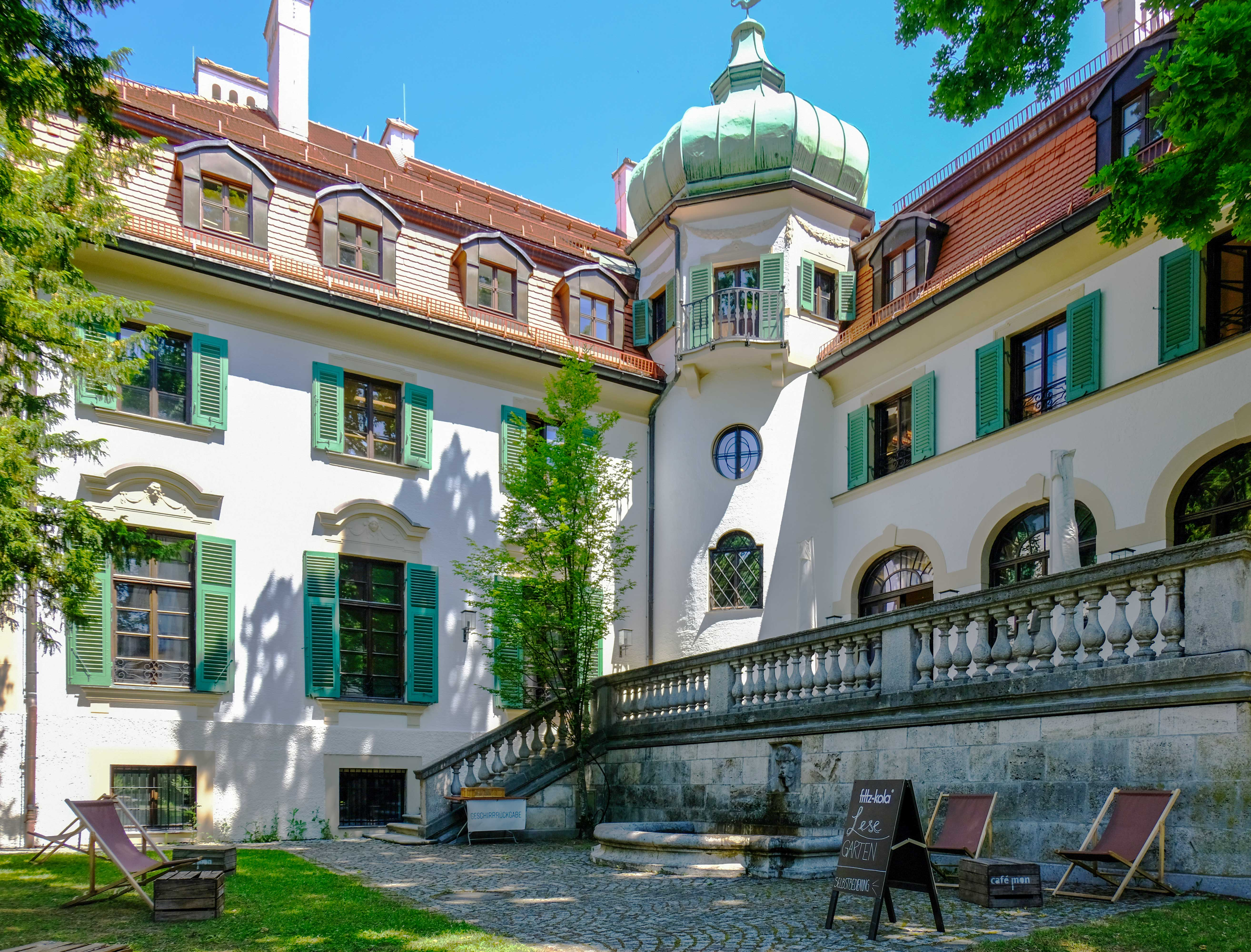
Hildebrandhaus in München

Adolf Hildebrand wuchs in Bern auf, wo sein Vater Bruno Hildebrand Nationalökonomie lehrte. Seine Mutter war die aus einer jüdischen Familie stammenden Clementine Guttentag. Er studierte an der Kunstgewerbeschule Nürnberg und von 1866 bis 1867 im Atelier von Caspar von Zumbusch in München. Bald darauf reiste er nach Rom, wo er Hans von Marées und Konrad Fiedler kennenlernte.
Trotz seines Erfolgs und seiner Wirkung über den deutschsprachigen Raum hinaus wurde Hildebrand zeitweilig wegen seiner Orientierung an der italienischen Renaissance und seiner ausgedehnten Italienaufenthalte (Hildebrand kaufte 1874 ein ehemaliges Kloster, die heutige Villa di San Francesco di Paola, in Florenz) in der Heimat angefeindet, da seine Kunst als „zu wenig deutsch“ angesehen wurde. Seinen Hauptwohnsitz hatte von Hildebrand lange in Florenz, erst 1898 bezog er eine von ihm selbst entworfene Villa im Münchner Stadtteil Bogenhausen, die bald Treffpunkt der Münchner Gesellschaft wurde – heute bekannt als Hildebrandhaus. Von Hildebrand war verheiratet mit Irene, geschiedene Koppen, geborene Schäufelen, sie hatten sechs gemeinsame Kinder und den von ihm adoptierten Sohn aus der ersten Ehe seiner Frau. Als sein wichtigster Schüler gilt sein Schwiegersohn Theodor Georgii, der Hildebrands im Zweiten Weltkrieg zerstörten Wittelsbacher Brunnen in München wiederaufbaute. Ein anderer Schwiegersohn war der Architekt Carl Sattler.
Hildebrand wurde auf dem Friedhof der Pfarrkirche St. Lorenz in München-Oberföhring bestattet. Sein künstlerischer Nachlass aus Entwürfen, Modellen und vollendeten Werken aus seinem Atelier im Hildebrandhaus befindet sich heute im Bestand der Bayerischen Staatsgemäldesammlungen und wird teilweise in der Neuen Pinakothek ausgestellt.

## Zeitgenössische Rezeption
„Adolf Hildebrand und Max Klinger sind die beiden großen Gewalten innerhalb der modernen deutschen Bildnerei“
Friedrich Haack

## Werk

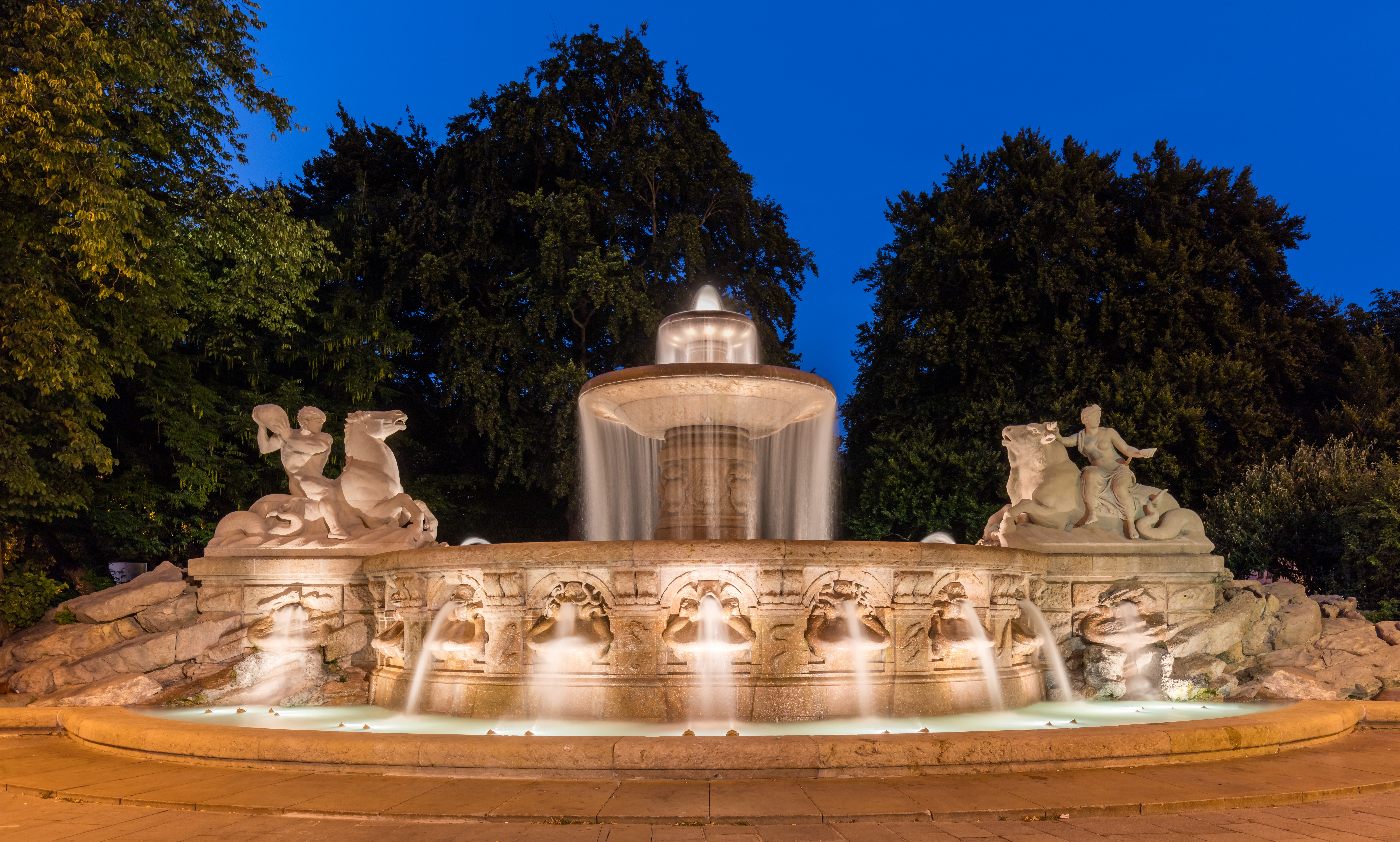
Der Münchner Wittelsbacherbrunnen gilt als Hildebrands Hauptwerk.

Hildebrands Plastiken und Skulpturen tragen klassizistische, „mediterrane“ Züge. Sie sind gekennzeichnet durch eine klare, reduzierte und ruhige Formgebung. Hildebrand trat für eine klare und vollendete Ausgestaltung des Kunstwerks ohne überflüssige Details ein. Bevorzugtes Sujet war ihm die menschliche Gestalt, die ihm auch allgemein als das vornehmste Thema der Kunst erschien. Öfters versuchte er die Einbindung eines plastischen Werks in eine größere Ganzheit, was Hildebrand schließlich vermehrt zu städtebaulichen Aufgaben führte. Auf dem Gebiet der Brunnen- und Denkmalkunst war Hildebrand deutschlandweit bald führend. Er war auch als Medailleur tätig.
Hildebrands theoretisches Werk Das Problem der Form in der bildenden Kunst (1893) war beeinflusst von den Überlegungen seines Freundes und Förderers Konrad Fiedler. Es hat insbesondere die Kunstgeschichte – und hier namentlich den Kunsthistoriker Heinrich Wölfflin – beeinflusst. In seinem Werk geht Hildebrand von dem Grundsatz aus, dass „das Kunstwerk […] augengerecht sein“ müsse (Wölfflin). Für jedes Werk gebe es einen Idealpunkt der Betrachtung. Für die Plastik, die gewöhnlich aus der Distanz betrachtet wird, bedeutet dies, dass sie der Zweidimensionalität der menschlichen Wahrnehmung Rechnung tragen muss: Reduktion und Verzicht auf Details werden so – ähnlich wie für den sieben Jahre älteren Auguste Rodin – zu Hildebrands Arbeitsmaximen. Das Relief, das Hildebrand zufolge idealerweise dem menschlichen Anschauungsvermögen entspricht, wird zum normativen Maß von Plastik überhaupt.

### Brunnen
- 1894: Bismarckbrunnen in Jena
- 1895: Wittelsbacherbrunnen in München
- 1900: Löwenbrunnen in Bergisch Gladbach
- 1903: Vater-Rhein-Brunnen in Straßburg (Elsass) (bis 1919 auf der dortigen Place Broglie, seit 1932 auf der Museumsinsel in München)
- 1907: Hubertusbrunnen in München (bis 1937 am Bayerischen Nationalmuseum, seit 1954 am Nymphenburger Schlosskanal)
- 1913: Siegfriedbrunnen in Worms
- 1922: Vater-Rhein-Brunnen in Köln (1939 aus ideologischen Gründen von den Nationalsozialisten abgebrochen)

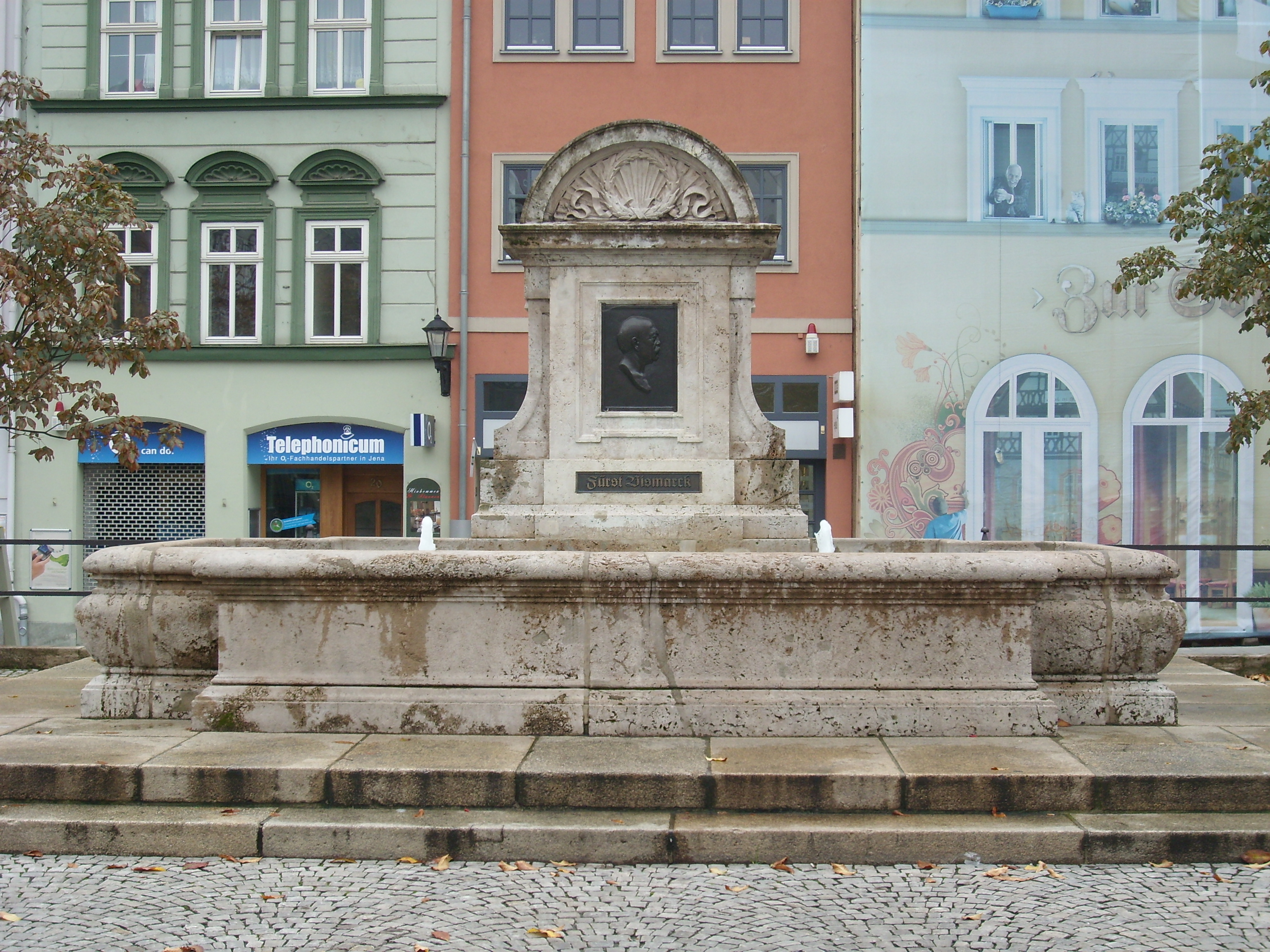
Bismarckbrunnen in Jena
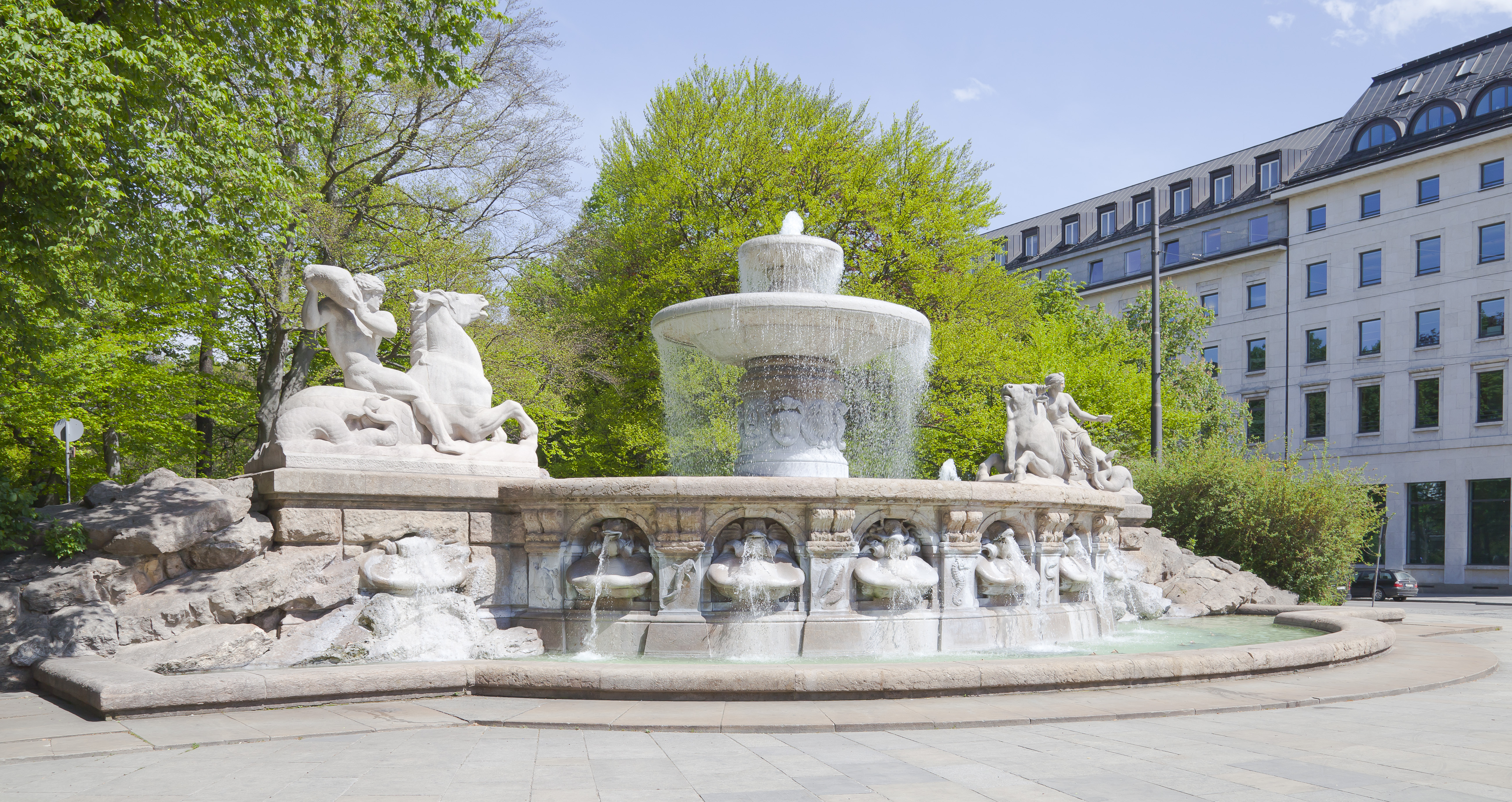
Wittelsbacherbrunnen in München
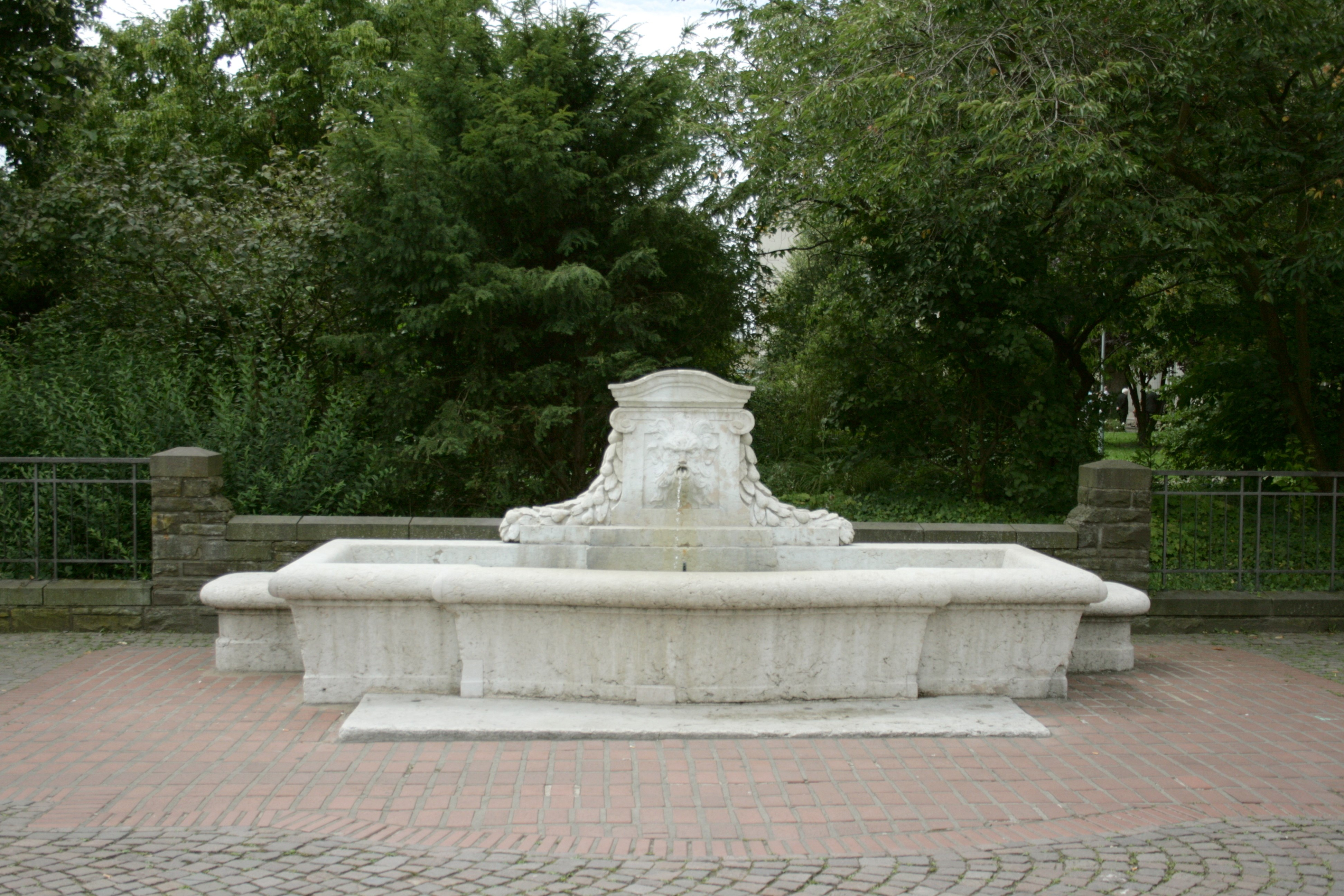
Löwenbrunnen in Bergisch Gladbach
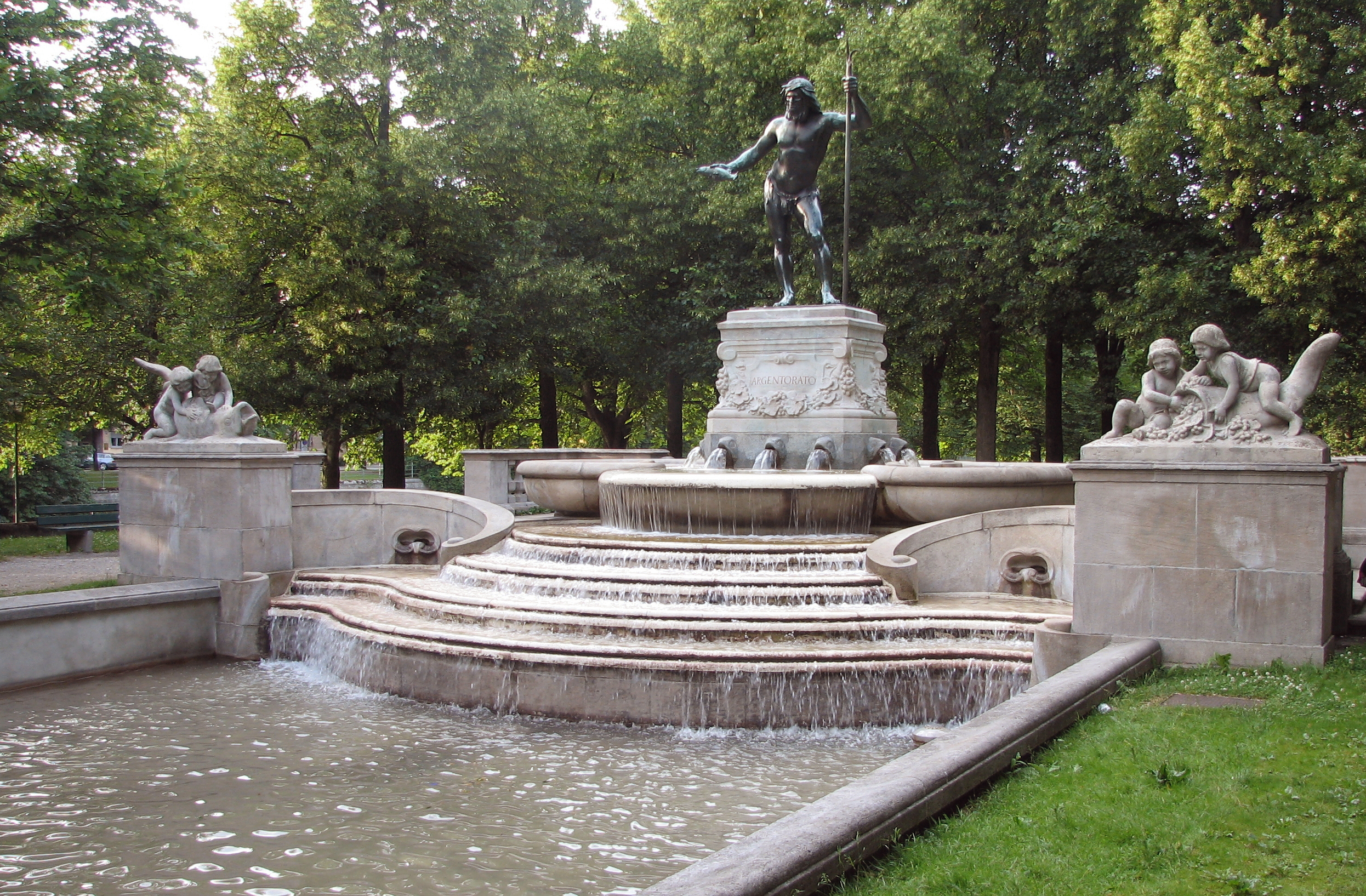
Vater-Rhein-Brunnen in München
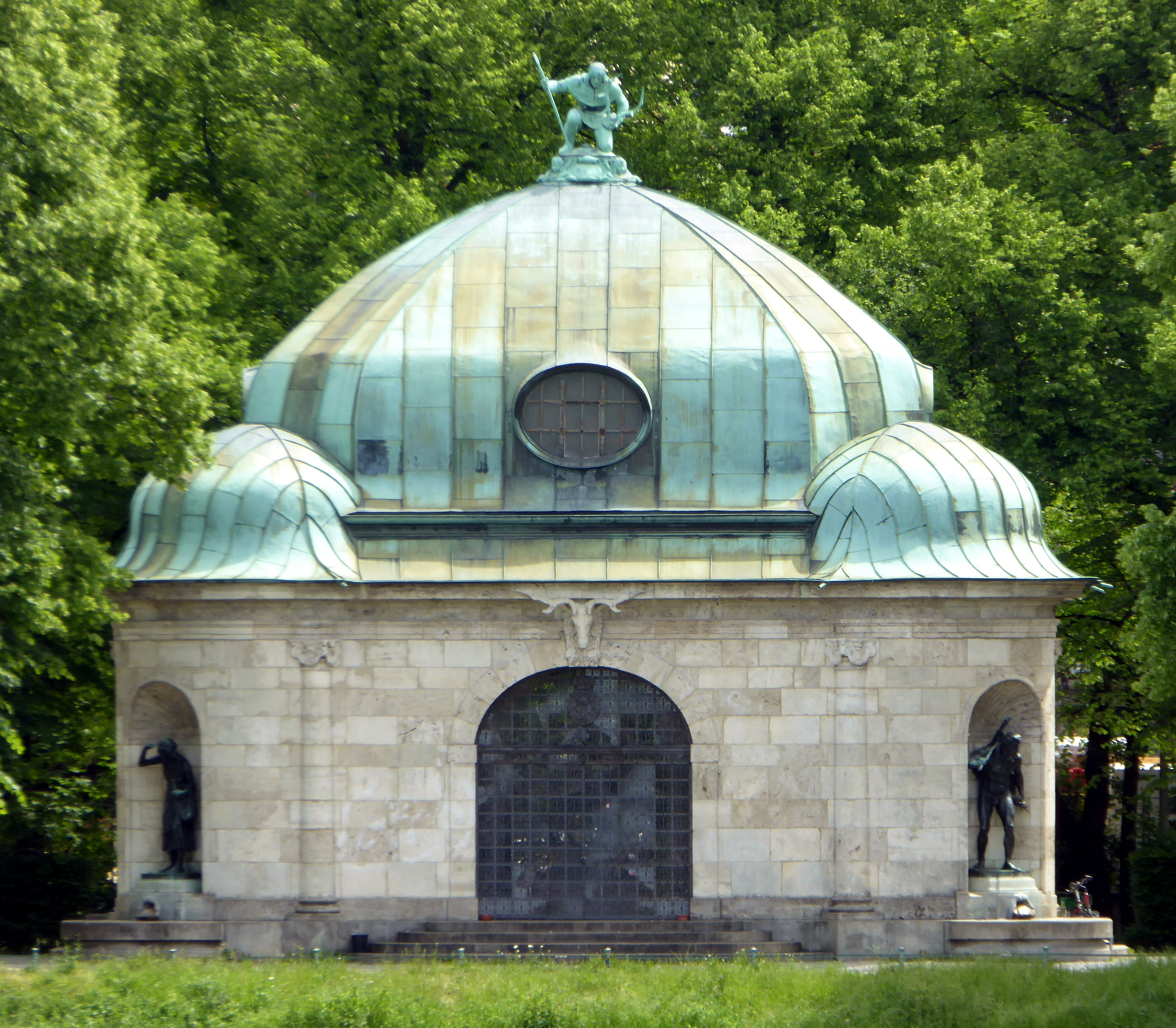
Hubertusbrunnen in München
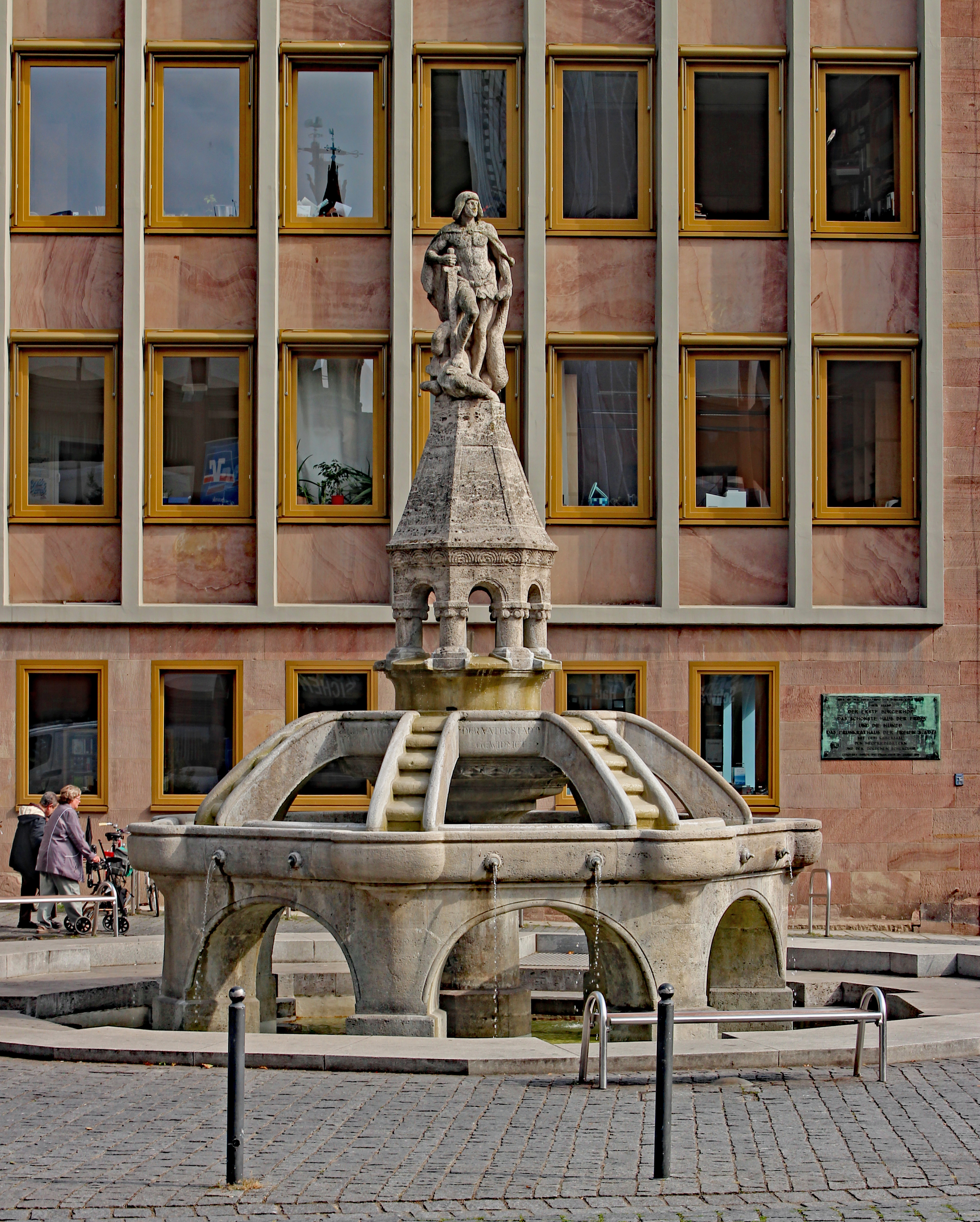
Siegfriedbrunnen in Worms

### Denkmäler
- 1899: Brahms-Denkmal in Meiningen
- 1909: Schiller-Denkmal in Nürnberg, im Stadtpark
- 1910: Bismarck-Denkmal in Bremen
- 1913: Bergmann-Denkmal in Dorpat / Tartu (Estland)
- 1913: Prinzregent-Luitpold-Denkmal (Reiterstandbild) in München, Prinzregentenstraße

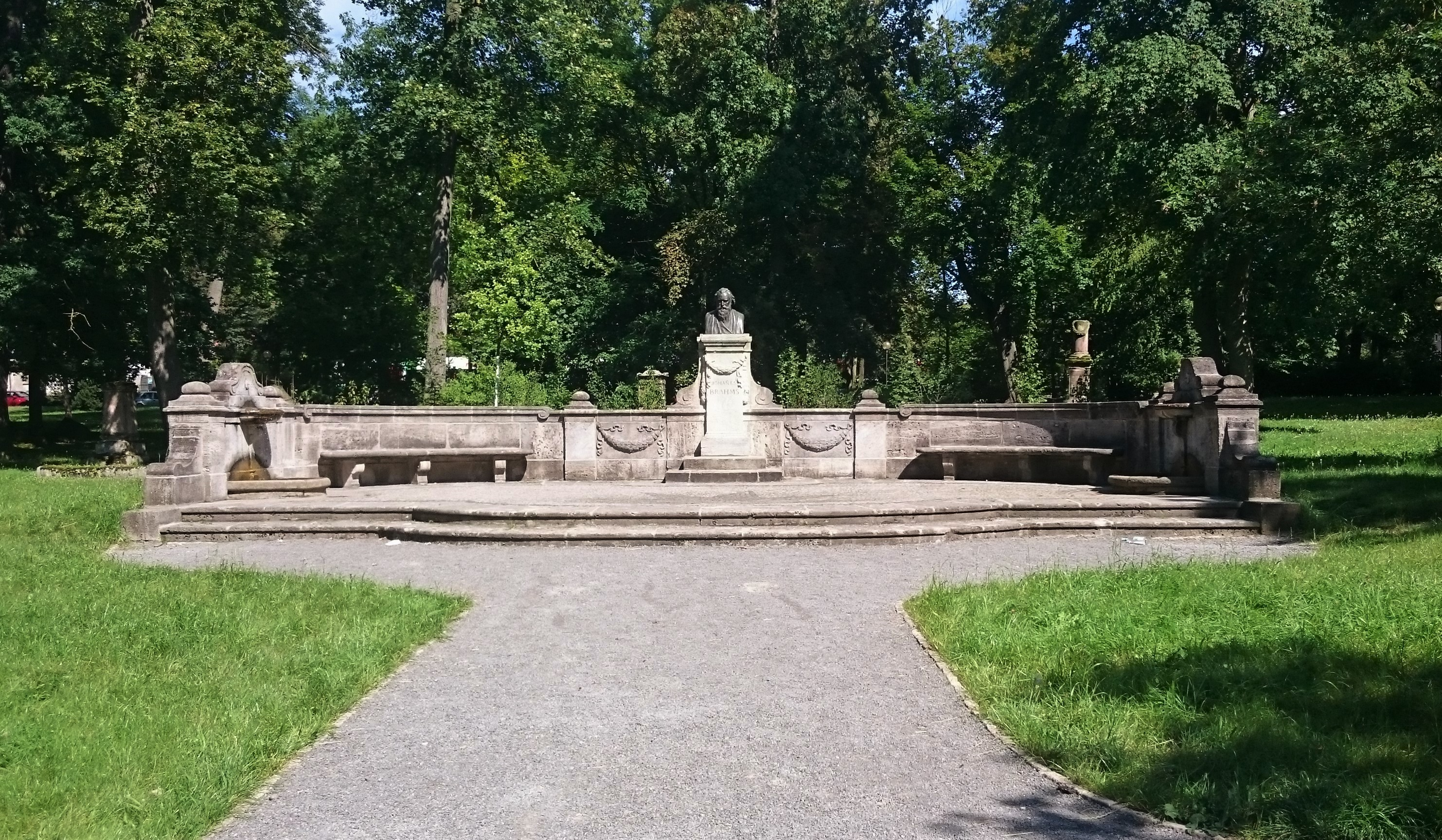
Brahms-Denkmal in Meiningen
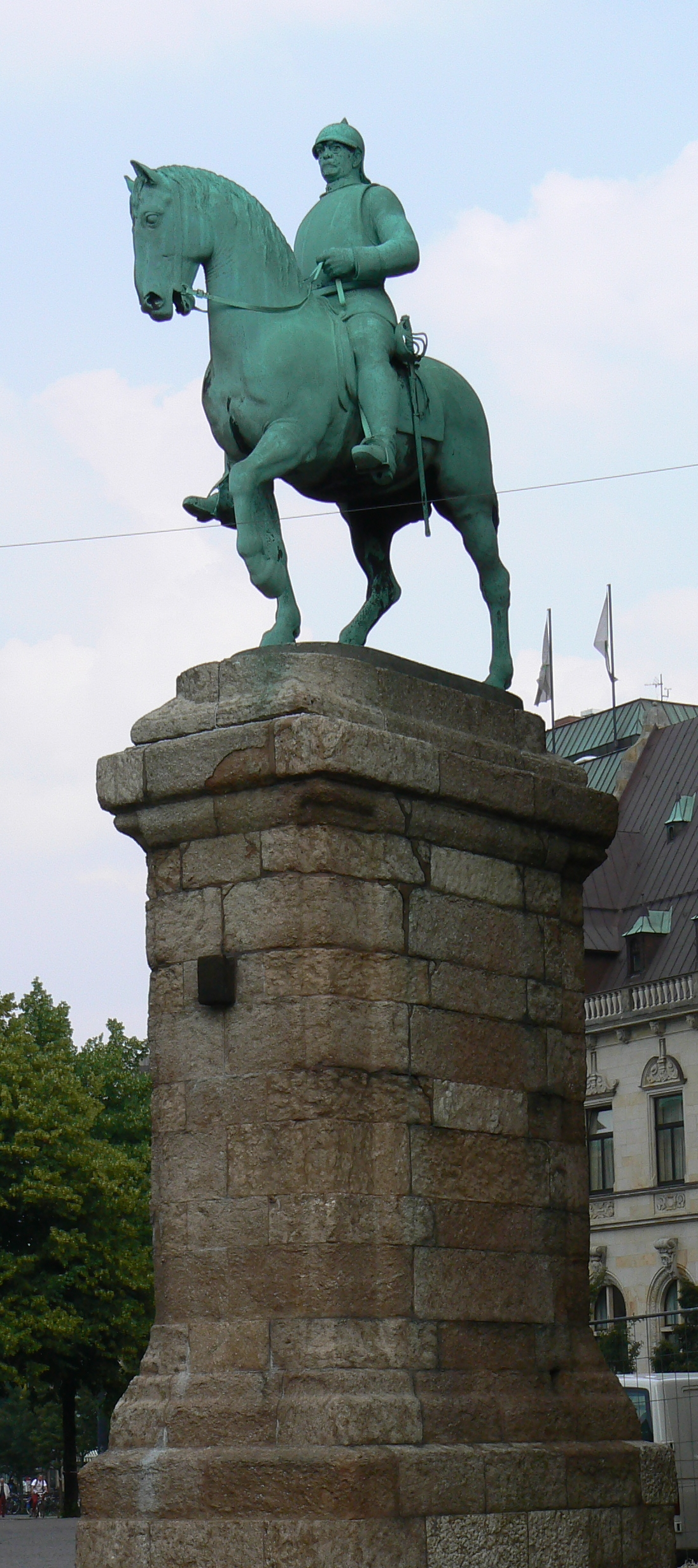
Bismarck-Denkmal in Bremen
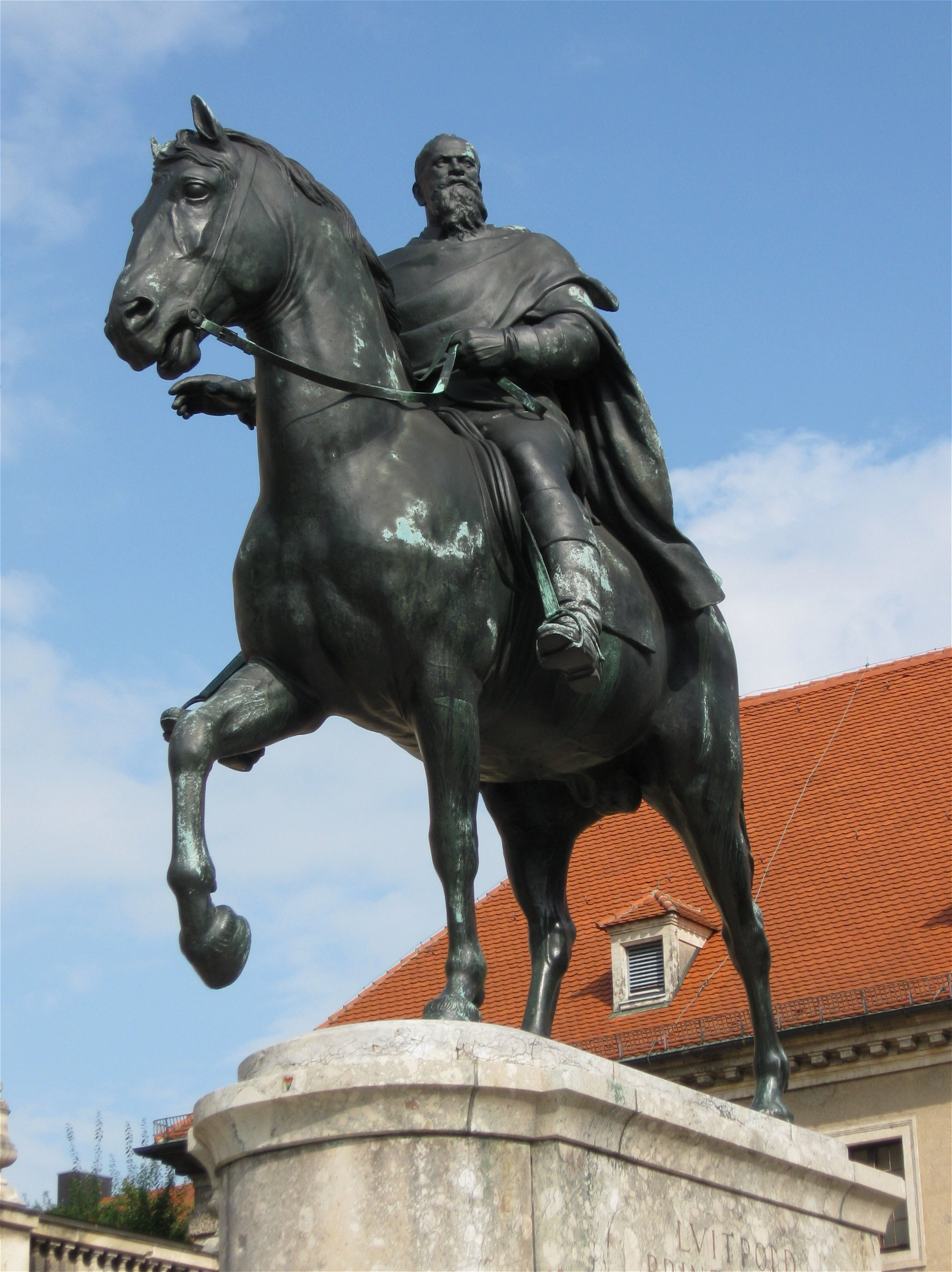
Prinzregent-Luitpold-Denkmal in München

### Grabmäler
- 1896: Grabmal für Hans von Bülow auf dem Friedhof Ohlsdorf in Hamburg
- 1900–1901: Mausoleum für Hermann Levi in Partenkirchen[7][8]
- 1901: Grabmal für Heinrich von Herzogenberg auf dem Nordfriedhof in Wiesbaden
- 1913: Grabdenkmal für Herzog Carl Theodor in Bayern, Kloster Tegernsee

Mausoleum Levi in Partenkirchen

## Ehrungen

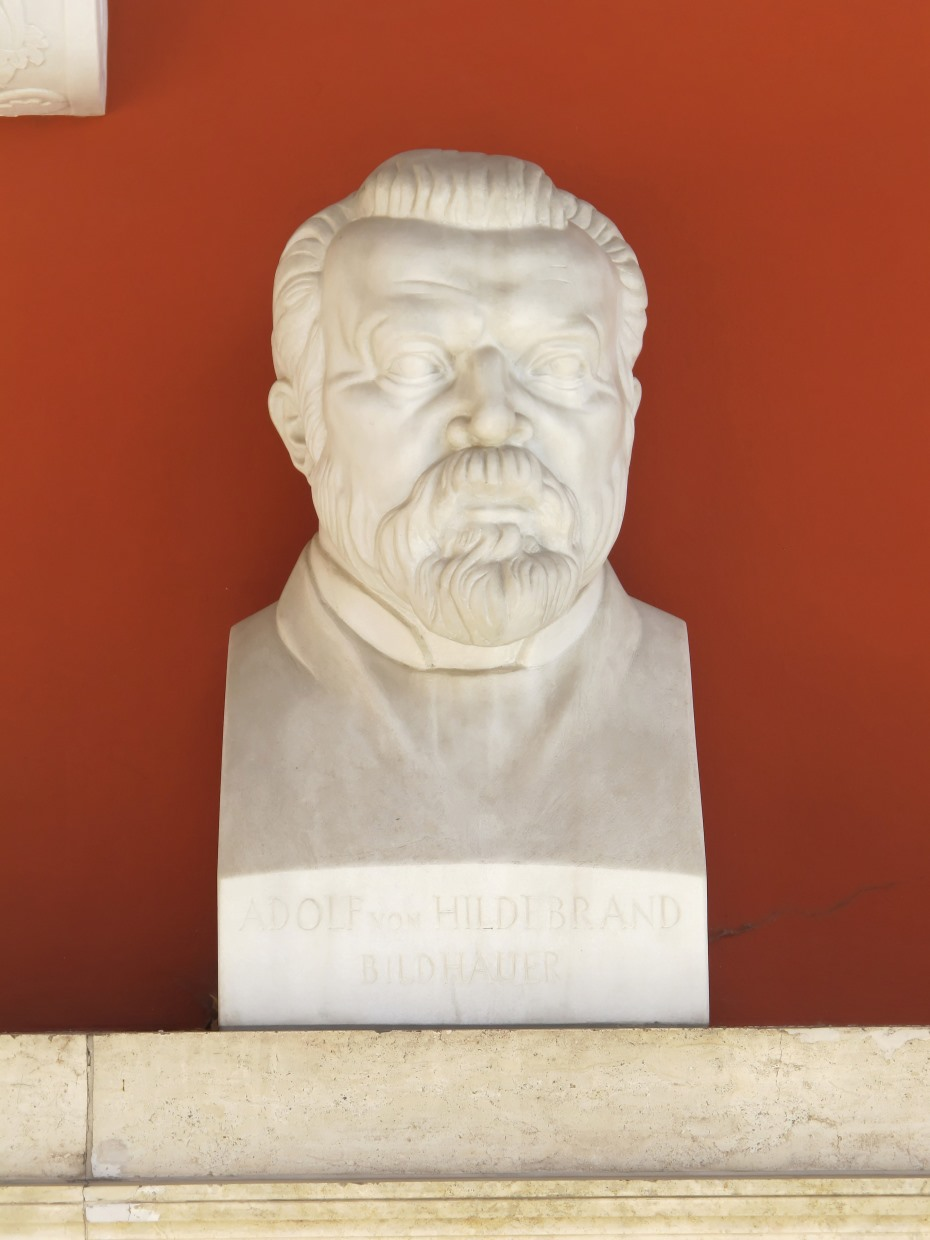
Adolf von Hildebrand, Büste in der Münchner Ruhmeshalle, von Bildhauerin Ulla Scholl

- Ab 1891 war Hildebrand Mitglied des preußischen Ordens Pour le Mérite für Wissenschaft und Künste.[9]
- 1898 wurde er zum Ehrenmitglied der Dresdner Kunstakademie ernannt.[10]
- 1903 wurde ihm der bayerische Personaladel verliehen, 1913 der erbliche Adel.
- Seit 1987 steht seine Büste, gefertigt von der Bildhauerin Ulla Scholl, in der Münchner Ruhmeshalle.

## Schüler
- Theodor Georgii (Bildhauer)
- Hermann Hahn (Bildhauer)
- Georg Kemper (Bildhauer)
- Karl Baur (Bildhauer)

## Schriften
- Das Problem der Form in der Bildenden Kunst. Straßburg 1893.
- Henning Bock (Hrsg.): Gesammelte Schriften zur Kunst. Köln/Opladen 1969.

## Galerie

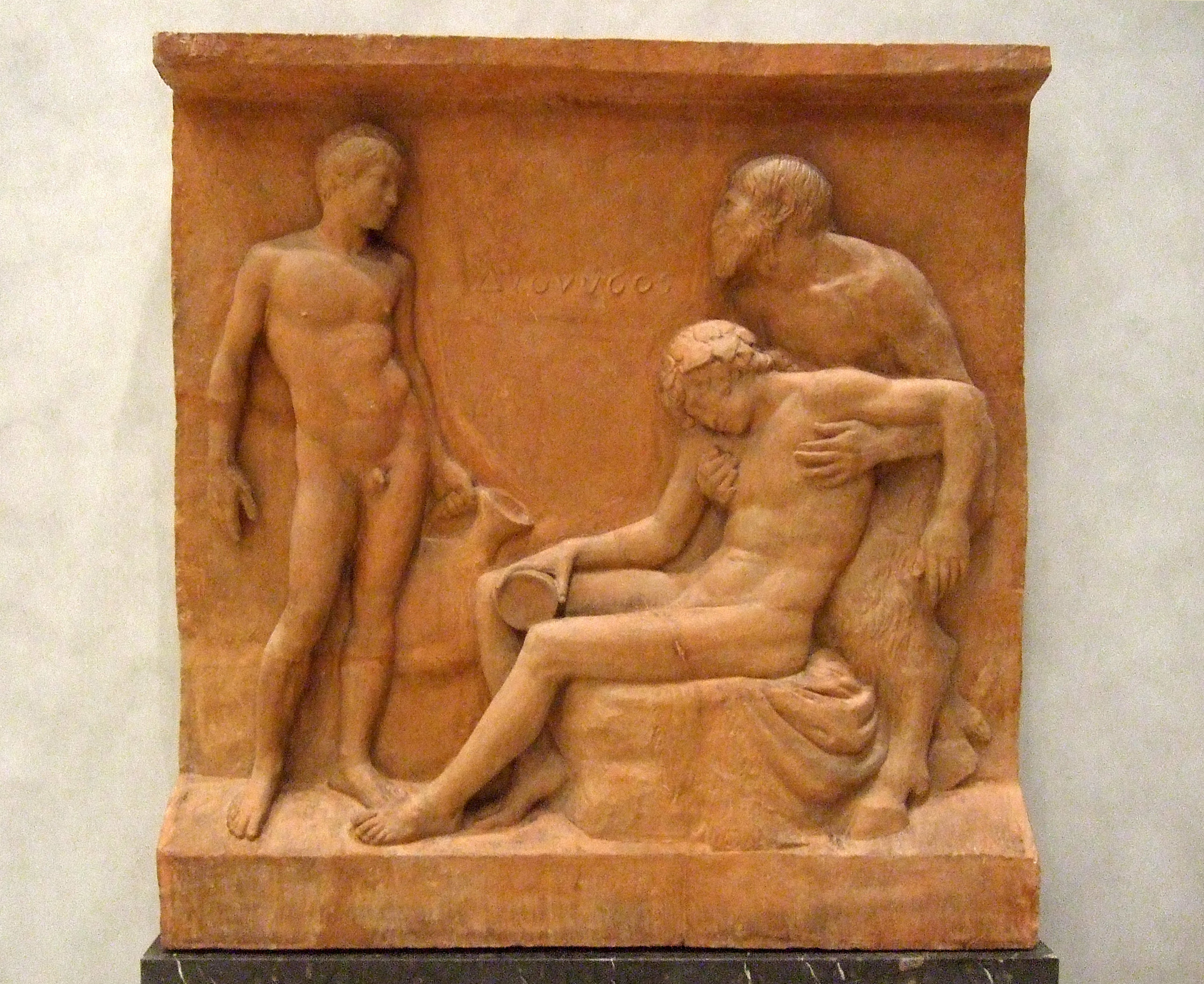
Relief Dionysos, 1890/1900
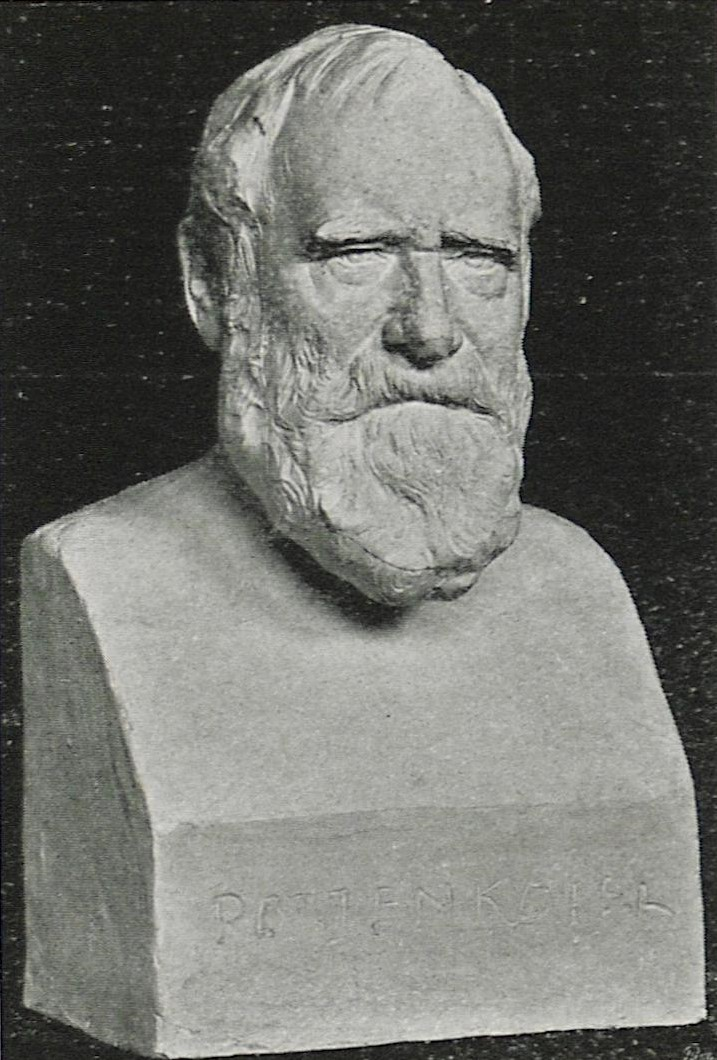
Büste Max von Pettenkofer, 1899
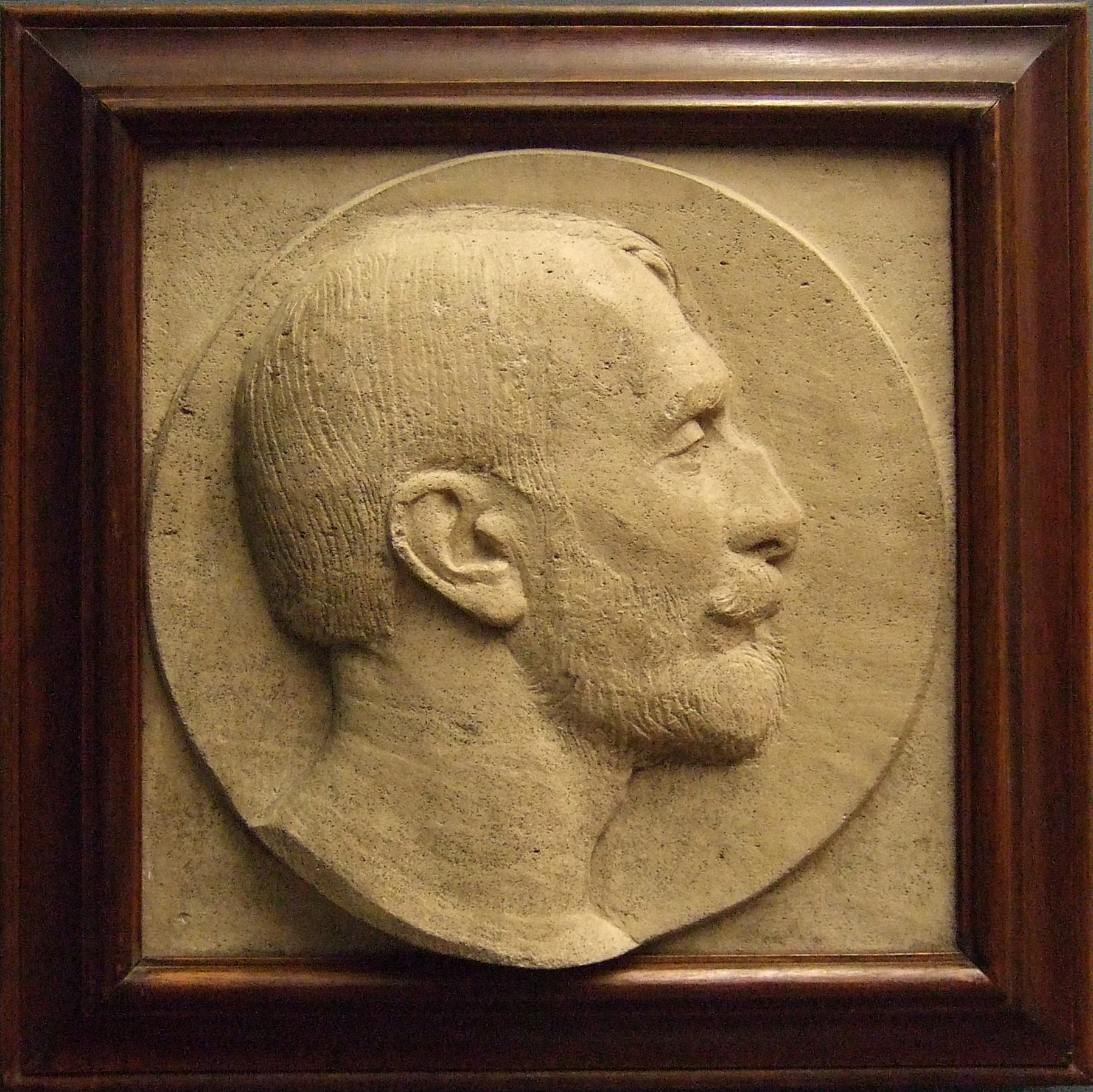
Medaillon Konrad Fiedler, 1890
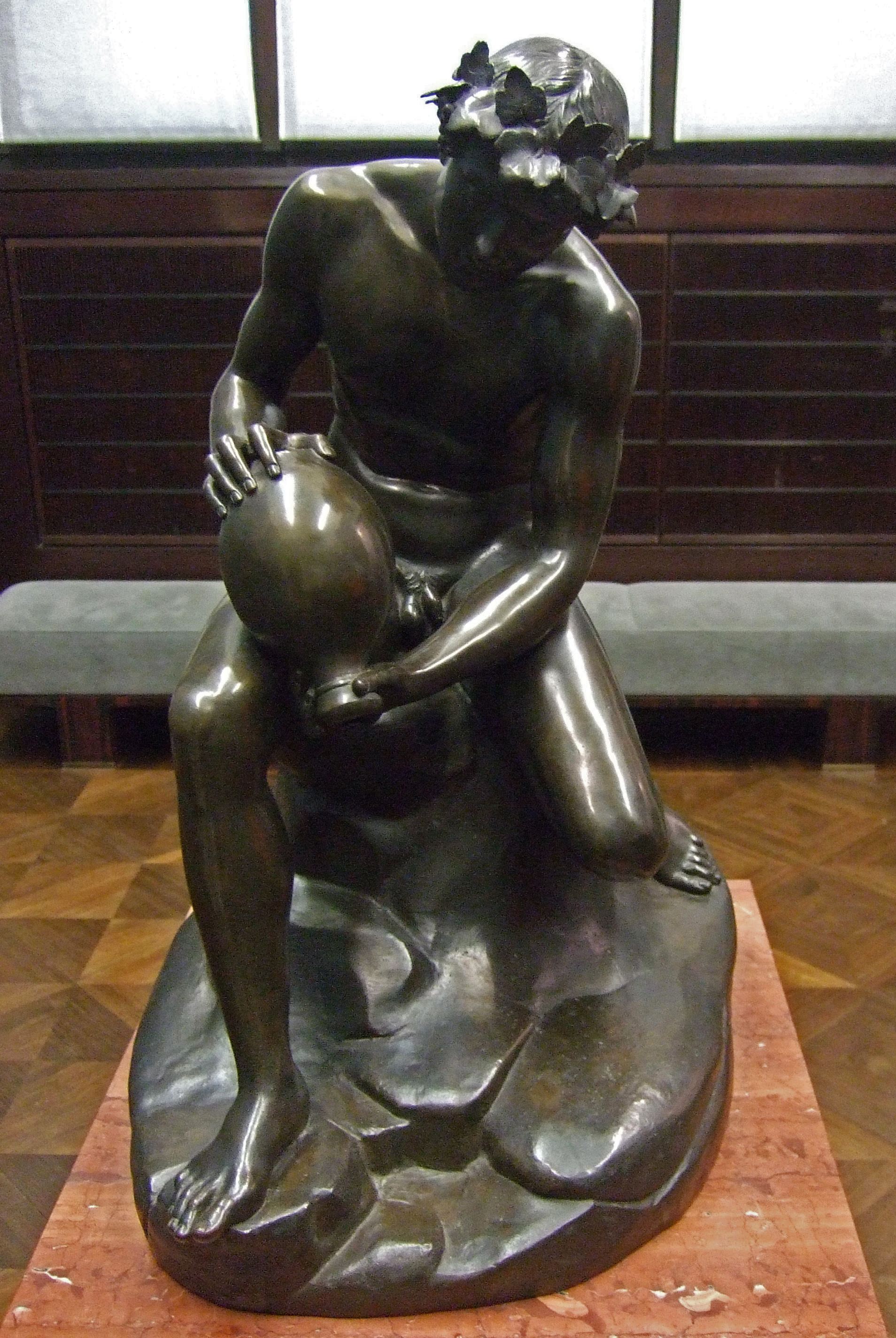
Plastik Wasserausgießer, 1881
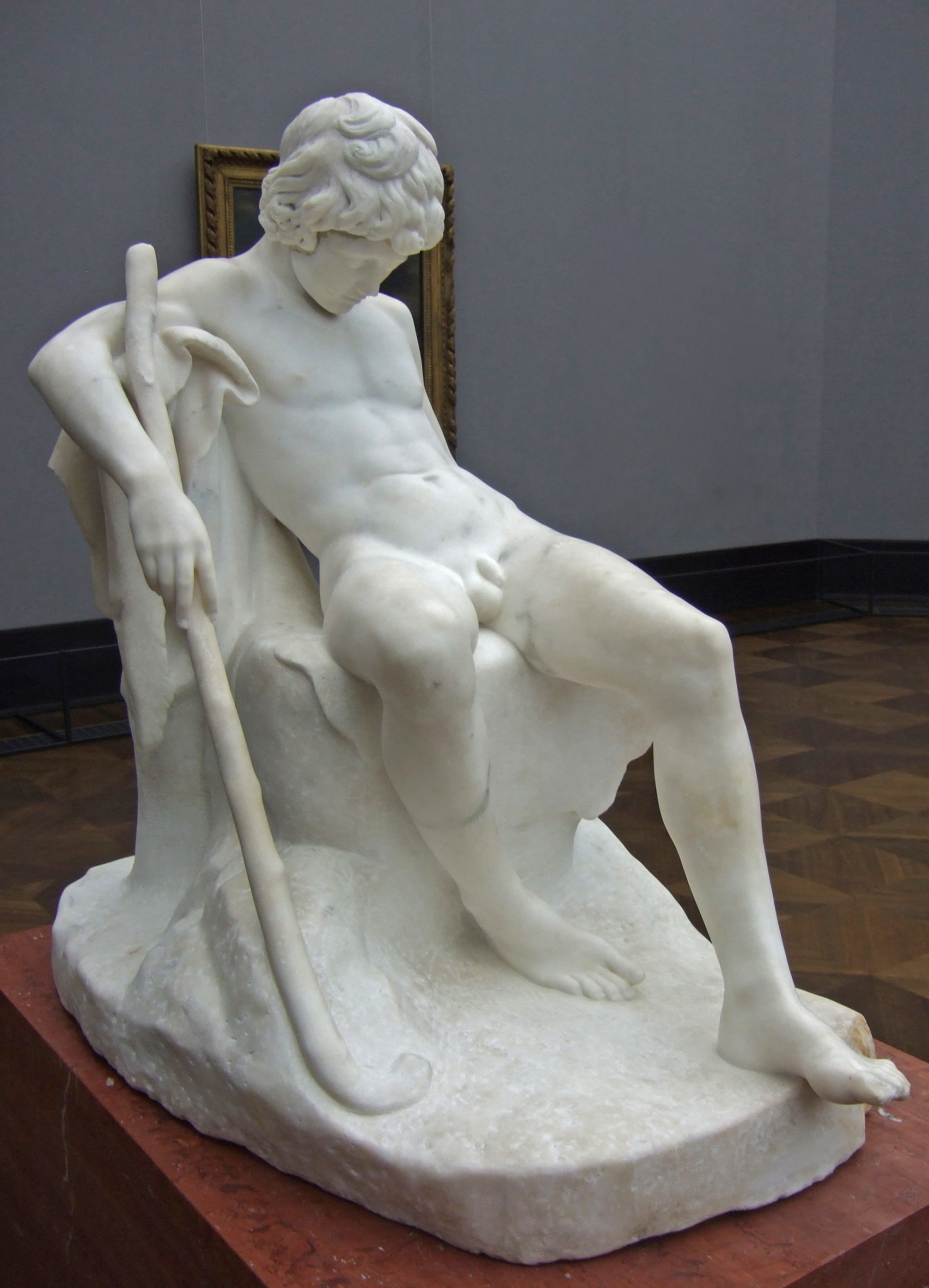
Skulptur Schlafender Hirtenknabe, 1871/73
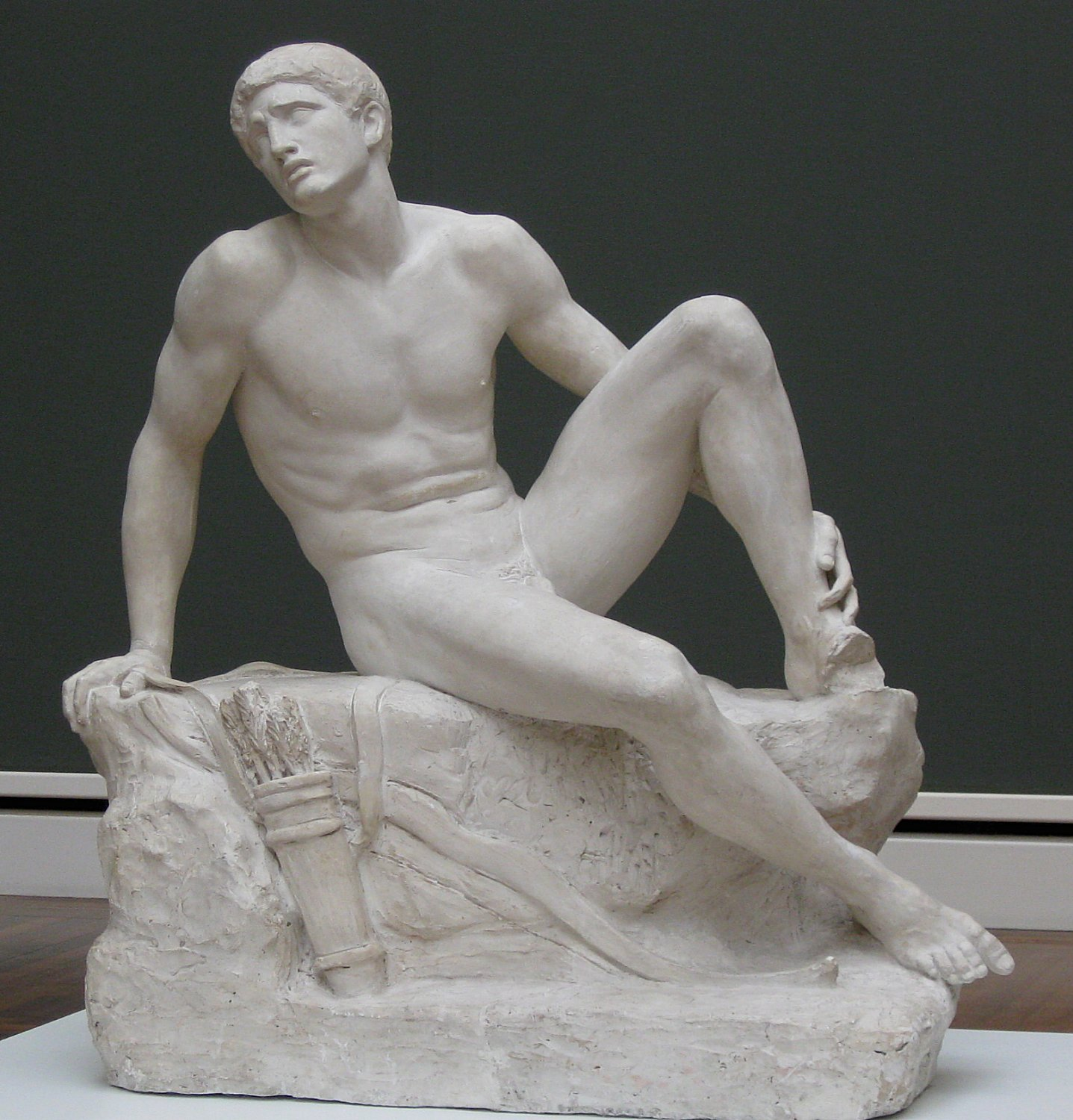
Plastik Philoktet, 1886